# Călărași (gmina w okręgu Botoszany)
Călărași – gmina w Rumunii, w okręgu Botoszany. Obejmuje miejscowości Călărași, Libertatea i Pleșani. W 2011 roku liczyła 3553 mieszkańców.